# Église Notre-Dame-de-l'Assomption du Vignau
Pour les articles homonymes, voir Vignau.
L’église Notre-Dame-de-l'Assomption se situe sur la commune du Vignau, dans le département français des Landes.

## Présentation
L'imposante église actuelle est bâtie entre 1880 et 1889. La paroisse possède déjà à l'époque une église, édifiée entre les XIIe et XIIIe siècles. Mais cette dernière est de taille insuffisante pour accueillir les paroissiens et tombe en ruines. Le coût des  travaux de restauration et d'agrandissement est jugé trop élevé. Le maire de l'époque, le comte de Dampierre, demande donc au clergé de construire un nouveau lieu de culte. Devant le refus des ecclésiastiques, le maire lève un impôt supplémentaire et subventionne sur ses propres deniers la nouvelle église. La croix de mission à l'entrée date de 1865.

## Description
L'église est construite suivant un plan en croix latine avec un transept saillant qui accueille deux chapelles, et un chevet arrondi. La nef compte trois travées. Le clocher marque l'entrée de l'église.